# Доем
Доем (фр. Dohem) насеље је и општина у североисточној Француској у региону Север-Па д Кале, у департману Па де Кале која припада префектури Сент Омер.
По подацима из 2011. године у општини је живело 795 становника, а густина насељености је износила 86,79 становника/km². Општина се простире на површини од 9,16 km². Налази се на средњој надморској висини од 136 метара (максималној 151 m, а минималној 60 m).

## Демографија
| 1962. | 1968. | 1975. | 1982. | 1990. | 1999. | 2011. |
| ----- | ----- | ----- | ----- | ----- | ----- | ----- |
| 557   | 575   | 613   | 687   | 705   | 712   | 795   |

График промене броја становника у току последњих година